# Mühlendahl

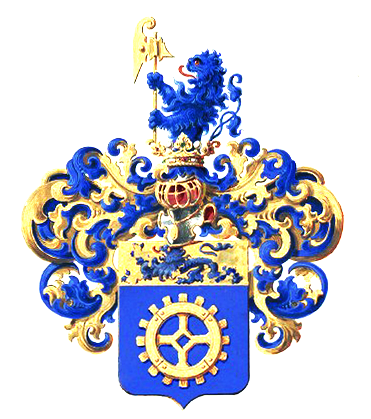
Wappen derer von Mühlendahl (um 1890)

Mühlendahl ist der Name einer estländischen Familie, die erstmals 1729 in Palms urkundlich genannt wurde.

## Geschichte
Stammvater der Familie ist Jaak Orroveski (estnisch: Orro = Tal, Veski = Mühle). Ein Sohn von ihm wurde 1729 auf dem den Grafen Pahlen gehörigen Gut Palms geboren und auf den Namen Jacob Mühlendahl getauft. 1732 starb Jacobs Mutter Anne. Er wurde Postkommissar (a) der estländischen Ritterschaft und verwaltete die bedeutende Poststation Rannapungern am nördlichen Rand des Peipussees. Sein Sohn Jakob Johann wurde als kaiserlich russischer Oberstleutnant 1794 in den erblichen Adelsstand erhoben; dessen Sohn Karl wurde mit seiner Deszendenz 1882 bei der estländischen Ritterschaft immatrikuliert.

## Wappen
In vergrößertem Schildeshaupt ein schreitender blauer Löwe, darunter in Blau ein goldenes Mühlrad; auf dem Helm mit blau-goldenen Decken ein wachsender Löwe, eine goldene Streitaxt haltend.

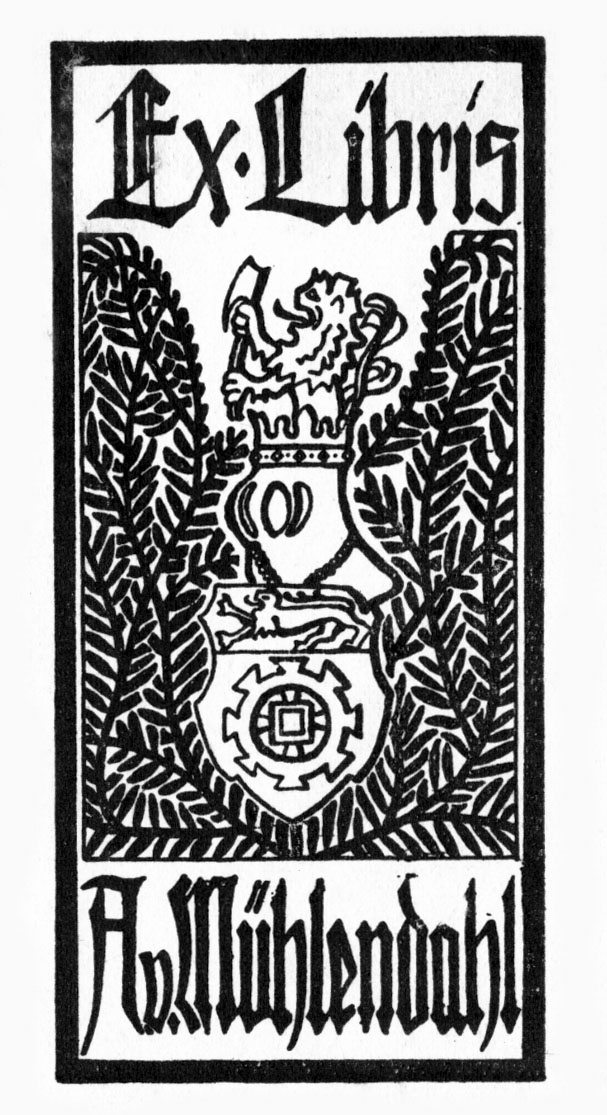
Ex Libris A. v. Mühlenthal (vor 1916)

## Namensträger
- Ernst von Mühlendahl (1896–1977), Chemiker, Adelsfunktionär[2]
- Irene von Mühlendahl (1912–2003), Moderatorin des deutschen Dienstes der BBC
- Arved von Mühlendahl (1904–1944), Kapitän zur See, Uboot-Kommandant[3]
- Karl Ernst von Mühlendahl (* 1939), ehemaliger Chefarzt am Kinderhospital Osnabrück, Geschäftsführer der Kinderumwelt gGmbH
- Alexander von Mühlendahl (* 1940), Markenrechtler, ehemaliger Vizepräsident des Europäischen Markenamtes